# Copa Paraguay 2025
La Copa Paraguay 2025 es la séptima edición de la Copa Paraguay, que otorgará al campeón (o a quien corresponda) la clasificación en forma directa a la Copa Libertadores 2026, y el derecho a disputar la Supercopa Paraguay 2025.

## Participantes
El torneo contará con 75 equipos en su fase nacional: los 12 de la Primera División, los 16 de la Intermedia, 18 de Primera B, 12 de Primera C y 17 de UFI, donde estas tres últimas disputaron la Fase 1 en llaves de sus respectivas divisiones, en la Fase 2 se enfrentaron los ganadores de la Fase 1 con los equipos de la División Intermedia y la Fase 3 se enfrentaron los ganadores de la Fase 2 con los equipos de la División Profesional.

### Equipos Clasificados a la Fase Nacional
| División                               | Equipo | Vía de clasificación |
| -------------------------------------- | --- | --- |
| Primera División 12 cupos              | Cerro Porteño Sportivo Trinidense General Caballero (JLM) Guaraní Libertad Nacional Olimpia Sportivo Luqueño Sportivo Ameliano Deportivo Recoleta 2 de Mayo Atlético Tembetary | Clasificados de manera automática a la Fase Nacional (Dieciseisavos de final) |
| División Intermedia 16 cupos           | Guaireña Resistencia Guaraní (Fram) Tacuary San Lorenzo Fernando de la Mora Deportivo Santaní Independiente Sportivo Carapeguá Pastoreo Rubio Ñu Encarnación 12 de Junio Sol de América River Plate Deportivo Capiatá | Clasificados de manera automática a la Fase Nacional (Fase 2) |
| Primera División B 18 cupos            | Cristóbal Colón (JAS) 24 de Setiembre 12 de Octubre 29 de Setiembre Presidente Hayes Olimpia (Itá) Sportivo Limpeño 3 de Noviembre 3 de Febrero FBC Atlántida Silvio Pettirossi Benjamín Aceval Sport Colombia General Díaz Sportivo Iteño Martín Ledesma Atlético Colegiales Fulgencio Yegros | Clasificados de manera automática a la Fase Nacional (Fase 1) |
| Primera División C 12 cupos            | Humaitá General Caballero ZC Oriental 1.º de Marzo Atlético Juventud General Caballero CG Capitán Figari Deportivo Pinozá Sport Colonial Pilcomayo Cristóbal Colón (Ñ) 12 de Octubre SD | Clasificados de manera automática a la Fase Nacional (Fase 1) |
| Unión del Fútbol del Interior 17 cupos | Nacional (Yby Yaú) 29 de Junio (Guayaibí) 1° de Enero (Nueva Colombia) Torres Cué (Paso Yobái) 10 de Mayo (Cecilio Báez) 14 de Mayo (Fulgencio Yegros) Sportivo San Pedro (S.P.P.) Libertad (San Patricio) 15 de Mayo (Paraguarí) Deportivo Minga Guazú (Minga Guazú) Independiente (Julián Augusto Saldívar) Sportivo Oliveño (Villa Oliva) 1° de Marzo (PJC) General Artigas (Curuguaty) Deportivo Unión (Villa Hayes) Fortín Nanawa (Mariscal Estigarribia) Olimpic (Carmelo Peralta) | Representante del I Departamento de Concepción Representante del II Departamento de San Pedro Representante del III Departamento de Cordillera Representante del IV Departamento de Guairá Representante del V Departamento de Caaguazú Representante del VI Departamento de Caazapá Representante del VII Departamento de Itapúa Representante del VIII Departamento de Misiones Representante del IX Departamento de Paraguarí Representante del X Departamento de Alto Paraná Representante del XI Departamento Central Representante del XII Departamento de Ñeembucú Representante del XIII Departamento de Amambay Representante del XIV Departamento de Canindeyú Representante del XV Departamento de Presidente Hayes Representante del XVI Departamento de Boquerón Representante del XVII Departamento de Alto Paraguay |

### Distribución geográfica
| Distrito capital/Departamento    | Cantidad | Equipos |
| -------------------------------- | -------- | --- |
| Asunción                         | 25       | Cerro Porteño - Guaraní - Libertad - Nacional - Olimpia - Resistencia - Sportivo Ameliano - Tacuary - River Plate - Fernando de la Mora - Rubio Ñu - Sportivo Trinidense - Independiente - Presidente Hayes - 3 de Noviembre - 3 de Febrero FBC - Atlántida - Deportivo Recoleta - General Caballero ZC - Silvio Pettirossi - Oriental - Atlético Juventud - Sport Colonial - 12 de Octubre SD - Deportivo Pinozá                           |
| Departamento de Concepción       | 1        | Nacional (Yby Yaú) |
| Departamento de San Pedro        | 2        | Deportivo Santaní - 29 de Junio |
| Departamento de Cordillera       | 1        | 1° de Enero |
| Departamento de Guairá           | 2        | Guaireña - Torres Cué |
| Departamento de Caaguazú         | 2        | Pastoreo FC - 10 de Mayo |
| Departamento de Caazapá          | 1        | 14 de Mayo |
| Departamento de Itapúa           | 3        | Club Sportivo San Pedro - Encarnación FC - Guaraní (Fram) |
| Departamento de Misiones         | 1        | Libertad (San Patricio) |
| Departamento de Paraguarí        | 2        | Sportivo Carapeguá - 15 de Mayo |
| Departamento de Alto Paraná      | 3        | General Caballero JLM - Atlético 3 de Febrero - Deportivo Minga Guazú |
| Departamento Central             | 24       | 12 de Octubre - Atlético Tembetary - Sol de América - Atlético Colegiales - Martín Ledesma - Sportivo Iteño - Sportivo Luqueño - San Lorenzo - Cristóbal Colón (JAS) - 29 de Setiembre - Cristóbal Colón (Ñ) - Olimpia (Itá) - Sportivo Limpeño - 24 de Setiembre - Deportivo Capiatá - Fulgencio Yegros - General Díaz - Sport Colombia - Humaitá - 1.º de Marzo - Pilcomayo - Capitán Figari - General Caballero CG - Independiente (JAS) |
| Departamento de Ñeembucú         | 1        | Sportivo Oliveño |
| Departamento de Amambay          | 2        | 2 de Mayo - 1.º de Marzo (PJC) |
| Departamento de Canindeyú        | 1        | General Artigas |
| Departamento de Presidente Hayes | 3        | Benjamín Aceval - 12 de Junio - Deportivo Unión |
| Departamento de Boquerón         | 1        | Fortín Nanawa |
| Departamento de Alto Paraguay    | 1        | Olimpic |

## Cuadro principal
Los participantes se enfrentarán en llaves de 2 equipos en un único juego de eliminación directa en cancha neutral, de haber empate al final del período reglamentario, se ejecutarán tiros penales.

### Cuadro de desarrollo
|  | Dieciseisavos de final | Dieciseisavos de final | Dieciseisavos de final |                     |  | Octavos de final | Octavos de final | Octavos de final |  |  | Cuartos de final | Cuartos de final | Cuartos de final |  |  | Semifinales | Semifinales                  | Semifinales |  |  | Final | Final | Final |  |
|  |                        |                        |                        |                     |  |                  |                  |                  |  |  |                  |                  |                  |  |  |             |                              |             |  |  |       |       |       |  |
|  |                        |                        |                        |                     |  |                  |                  |                  |  |  |                  |                  |                  |  |  |             |                              |             |  |  |       |       |       |  |
|  | Fernando de la Mora    |                        |                        |                     |  |                  |                  |                  |  |  |                  |                  |                  |  |  |             |                              |             |  |  |       |       |       |  |
|  |                        |                        |                        |                     |  |                  |                  |                  |  |  |                  |                  |                  |  |  |             |                              |             |  |  |       |       |       |  |
|  | Olimpia                |                        |                        |                     |  |                  |                  |                  |  |  |                  |                  |                  |  |  |             |                              |             |  |  |       |       |       |  |
|  |                        |                        |                        |                     |  |                  |                  |                  |  |  |                  |                  |                  |  |  |             |                              |             |  |  |       |       |       |  |
|  |                        |                        |                        |                     |  |                  |                  |                  |  |  |                  |                  |                  |  |  |             |                              |             |  |  |       |       |       |  |
|  |                        |                        |                        |                     |  |                  |                  |                  |  |  |                  |                  |                  |  |  |             |                              |             |  |  |       |       |       |  |
|  | Sportivo Carapeguá     |                        |                        |                     |  |                  |                  |                  |  |  |                  |                  |                  |  |  |             |                              |             |  |  |       |       |       |  |
|  |                        |                        |                        |                     |  |                  |                  |                  |  |  |                  |                  |                  |  |  |             |                              |             |  |  |       |       |       |  |
|  | Atlético Tembetary     |                        |                        |                     |  |                  |                  |                  |  |  |                  |                  |                  |  |  |             |                              |             |  |  |       |       |       |  |
|  |                        |                        |                        |                     |  |                  |                  |                  |  |  |                  |                  |                  |  |  |             |                              |             |  |  |       |       |       |  |
|  |                        |                        |                        |                     |  |                  |                  |                  |  |  |                  |                  |                  |  |  |             |                              |             |  |  |       |       |       |  |
|  |                        |                        |                        |                     |  |                  |                  |                  |  |  |                  |                  |                  |  |  |             |                              |             |  |  |       |       |       |  |
|  | Encarnación            |                        |                        |                     |  |                  |                  |                  |  |  |                  |                  |                  |  |  |             |                              |             |  |  |       |       |       |  |
|  |                        |                        |                        |                     |  |                  |                  |                  |  |  |                  |                  |                  |  |  |             |                              |             |  |  |       |       |       |  |
|  | 2 de Mayo              |                        |                        |                     |  |                  |                  |                  |  |  |                  |                  |                  |  |  |             |                              |             |  |  |       |       |       |  |
|  |                        |                        |                        |                     |  |                  |                  |                  |  |  |                  |                  |                  |  |  |             |                              |             |  |  |       |       |       |  |
|  |                        |                        |                        |                     |  |                  |                  |                  |  |  |                  |                  |                  |  |  |             |                              |             |  |  |       |       |       |  |
|  |                        |                        | Deportivo Minga Guazú  |                     |  |                  |                  |                  |  |  |                  |                  |                  |  |  |             |                              |             |  |  |       |       |       |  |
|  | Deportivo Minga Guazú  | Deportivo Minga Guazú  | 1 (5)                  |                     |  |                  |                  |                  |  |  |                  |                  |                  |  |  |             |                              |             |  |  |       |       |       |  |
|  | Deportivo Minga Guazú  | Deportivo Minga Guazú  | 1 (5)                  |                     |  |                  |                  |                  |  |  |                  |                  |                  |  |  |             |                              |             |  |  |       |       |       |  |
|  | Sportivo Luqueño       | Sportivo Luqueño       | 1 (4)                  |                     |  |                  |                  |                  |  |  |                  |                  |                  |  |  |             |                              |             |  |  |       |       |       |  |
|  | Sportivo Luqueño       | Sportivo Luqueño       | 1 (4)                  |                     |  |                  |                  |                  |  |  |                  |                  |                  |  |  |             |                              |             |  |  |       |       |       |  |
|  |                        |                        |                        |                     |  |                  |                  |                  |  |  |                  |                  |                  |  |  |             |                              |             |  |  |       |       |       |  |
|  |                        |                        |                        |                     |  |                  |                  |                  |  |  |                  |                  |                  |  |  |             |                              |             |  |  |       |       |       |  |
|  | 24 de Setiembre        |                        |                        |                     |  |                  |                  |                  |  |  |                  |                  |                  |  |  |             |                              |             |  |  |       |       |       |  |
|  |                        |                        |                        |                     |  |                  |                  |                  |  |  |                  |                  |                  |  |  |             |                              |             |  |  |       |       |       |  |
|  | Libertad               |                        |                        |                     |  |                  |                  |                  |  |  |                  |                  |                  |  |  |             |                              |             |  |  |       |       |       |  |
|  |                        |                        |                        |                     |  |                  |                  |                  |  |  |                  |                  |                  |  |  |             |                              |             |  |  |       |       |       |  |
|  |                        |                        |                        |                     |  |                  |                  |                  |  |  |                  |                  |                  |  |  |             |                              |             |  |  |       |       |       |  |
|  |                        |                        |                        |                     |  |                  |                  |                  |  |  |                  |                  |                  |  |  |             |                              |             |  |  |       |       |       |  |
|  | Benjamín Aceval        |                        |                        |                     |  |                  |                  |                  |  |  |                  |                  |                  |  |  |             |                              |             |  |  |       |       |       |  |
|  |                        |                        |                        |                     |  |                  |                  |                  |  |  |                  |                  |                  |  |  |             |                              |             |  |  |       |       |       |  |
|  | Guaraní                |                        |                        |                     |  |                  |                  |                  |  |  |                  |                  |                  |  |  |             |                              |             |  |  |       |       |       |  |
|  |                        |                        |                        |                     |  |                  |                  |                  |  |  |                  |                  |                  |  |  |             |                              |             |  |  |       |       |       |  |
|  |                        |                        |                        |                     |  |                  |                  |                  |  |  |                  |                  |                  |  |  |             |                              |             |  |  |       |       |       |  |
|  |                        |                        |                        |                     |  |                  |                  |                  |  |  |                  |                  |                  |  |  |             |                              |             |  |  |       |       |       |  |
|  | River Plate            | River Plate            | 1                      |                     |  |                  |                  |                  |  |  |                  |                  |                  |  |  |             |                              |             |  |  |       |       |       |  |
|  | River Plate            | River Plate            | 1                      |                     |  |                  |                  |                  |  |  |                  |                  |                  |  |  |             |                              |             |  |  |       |       |       |  |
|  | Deportivo Santaní      | Deportivo Santaní      | 0                      |                     |  |                  |                  |                  |  |  |                  |                  |                  |  |  |             |                              |             |  |  |       |       |       |  |
|  | Deportivo Santaní      | Deportivo Santaní      | 0                      | River Plate         |  |                  |                  |                  |  |  |                  |                  |                  |  |  |             |                              |             |  |  |       |       |       |  |
|  |                        |                        |                        |                     |  |                  |                  |                  |  |  |                  |                  |                  |  |  |             |                              |             |  |  |       |       |       |  |
|  |                        |                        |                        |                     |  |                  |                  |                  |  |  |                  |                  |                  |  |  |             |                              |             |  |  |       |       |       |  |
|  | Silvio Pettirossi      |                        |                        |                     |  |                  |                  |                  |  |  |                  |                  |                  |  |  |             |                              |             |  |  |       |       |       |  |
|  |                        |                        |                        |                     |  |                  |                  |                  |  |  |                  |                  |                  |  |  |             |                              |             |  |  |       |       |       |  |
|  | Resistencia            |                        |                        |                     |  |                  |                  |                  |  |  |                  |                  |                  |  |  |             |                              |             |  |  |       |       |       |  |
|  |                        |                        |                        |                     |  |                  |                  |                  |  |  |                  |                  |                  |  |  |             |                              |             |  |  |       |       |       |  |
|  |                        |                        |                        |                     |  |                  |                  |                  |  |  |                  |                  |                  |  |  |             |                              |             |  |  |       |       |       |  |
|  |                        |                        |                        |                     |  |                  |                  |                  |  |  |                  |                  |                  |  |  |             |                              |             |  |  |       |       |       |  |
|  | Pastoreo               |                        |                        |                     |  |                  |                  |                  |  |  |                  |                  |                  |  |  |             |                              |             |  |  |       |       |       |  |
|  |                        |                        |                        |                     |  |                  |                  |                  |  |  |                  |                  |                  |  |  |             |                              |             |  |  |       |       |       |  |
|  | Cerro Porteño          |                        |                        |                     |  |                  |                  |                  |  |  |                  |                  |                  |  |  |             |                              |             |  |  |       |       |       |  |
|  |                        |                        |                        |                     |  |                  |                  |                  |  |  |                  |                  |                  |  |  |             |                              |             |  |  |       |       |       |  |
|  |                        |                        |                        |                     |  |                  |                  |                  |  |  |                  |                  |                  |  |  |             |                              |             |  |  |       |       |       |  |
|  |                        |                        |                        |                     |  |                  |                  |                  |  |  |                  |                  |                  |  |  |             |                              |             |  |  |       |       |       |  |
|  | Sol de América         |                        |                        |                     |  |                  |                  |                  |  |  |                  |                  |                  |  |  |             |                              |             |  |  |       |       |       |  |
|  |                        |                        |                        |                     |  |                  |                  |                  |  |  |                  |                  |                  |  |  |             |                              |             |  |  |       |       |       |  |
|  | Deportivo Recoleta     |                        |                        |                     |  |                  |                  |                  |  |  |                  |                  |                  |  |  |             |                              |             |  |  |       |       |       |  |
|  |                        |                        |                        |                     |  |                  |                  |                  |  |  |                  |                  |                  |  |  |             |                              |             |  |  |       |       |       |  |
|  |                        |                        |                        |                     |  |                  |                  |                  |  |  |                  |                  |                  |  |  |             |                              |             |  |  |       |       |       |  |
|  |                        |                        |                        |                     |  |                  |                  |                  |  |  |                  |                  |                  |  |  |             |                              |             |  |  |       |       |       |  |
|  | 12 de Junio            |                        |                        |                     |  |                  |                  |                  |  |  |                  |                  |                  |  |  |             |                              |             |  |  |       |       |       |  |
|  |                        |                        |                        |                     |  |                  |                  |                  |  |  |                  |                  |                  |  |  |             |                              |             |  |  |       |       |       |  |
|  | Sportivo Ameliano      |                        |                        |                     |  |                  |                  |                  |  |  |                  |                  |                  |  |  |             |                              |             |  |  |       |       |       |  |
|  |                        |                        |                        |                     |  |                  |                  |                  |  |  |                  |                  |                  |  |  |             |                              |             |  |  |       |       |       |  |
|  |                        |                        |                        |                     |  |                  |                  |                  |  |  |                  |                  |                  |  |  |             |                              |             |  |  |       |       |       |  |
|  |                        |                        |                        |                     |  |                  |                  |                  |  |  |                  |                  |                  |  |  |             |                              |             |  |  |       |       |       |  |
|  | Humaitá                |                        |                        |                     |  |                  |                  |                  |  |  |                  |                  |                  |  |  |             |                              |             |  |  |       |       |       |  |
|  |                        |                        |                        |                     |  |                  |                  |                  |  |  |                  |                  |                  |  |  |             |                              |             |  |  |       |       |       |  |
|  | General Caballero JLM  |                        |                        |                     |  |                  |                  |                  |  |  |                  |                  |                  |  |  |             |                              |             |  |  |       |       |       |  |
|  |                        |                        |                        |                     |  |                  |                  |                  |  |  |                  |                  |                  |  |  |             |                              |             |  |  |       |       |       |  |
|  |                        |                        |                        |                     |  |                  |                  |                  |  |  |                  |                  |                  |  |  |             |                              |             |  |  |       |       |       |  |
|  |                        |                        |                        |                     |  |                  |                  |                  |  |  |                  |                  |                  |  |  |             |                              |             |  |  |       |       |       |  |
|  | Sportivo Limpeño       | Sportivo Limpeño       | 0                      |                     |  |                  |                  |                  |  |  |                  |                  |                  |  |  |             |                              |             |  |  |       |       |       |  |
|  | Sportivo Limpeño       | Sportivo Limpeño       | 0                      |                     |  |                  |                  |                  |  |  |                  |                  |                  |  |  |             |                              |             |  |  |       |       |       |  |
|  | Sportivo Trinidense    | Sportivo Trinidense    | 4                      |                     |  |                  |                  |                  |  |  |                  |                  |                  |  |  |             |                              |             |  |  |       |       |       |  |
|  | Sportivo Trinidense    | Sportivo Trinidense    | 4                      | Sportivo Trinidense |  |                  |                  |                  |  |  |                  |                  |                  |  |  |             |                              |             |  |  |       |       |       |  |
|  |                        |                        |                        |                     |  |                  |                  |                  |  |  |                  |                  |                  |  |  |             |                              |             |  |  |       |       |       |  |
|  |                        |                        | Nacional               |                     |  |                  |                  |                  |  |  |                  |                  |                  |  |  |             |                              |             |  |  |       |       |       |  |
|  | 1° de Enero            | 1° de Enero            | 0                      |                     |  |                  |                  |                  |  |  |                  |                  |                  |  |  |             |                              |             |  |  |       |       |       |  |
|  | 1° de Enero            | 1° de Enero            | 0                      |                     |  |                  |                  |                  |  |  |                  |                  |                  |  |  |             |                              |             |  |  |       |       |       |  |
|  | Nacional               | Nacional               | 5                      |                     |  |                  |                  |                  |  |  |                  |                  |                  |  |  |             |                              |             |  |  |       |       |       |  |
|  | Nacional               | Nacional               | 5                      |                     |  |                  |                  |                  |  |  |                  |                  |                  |  |  |             |                              |             |  |  |       |       |       |  |
|  |                        |                        |                        |                     |  |                  |                  |                  |  |  |                  |                  |                  |  |  |             |                              |             |  |  |       |       |       |  |
|  |                        |                        |                        |                     |  |                  |                  |                  |  |  |                  |                  |                  |  |  |             |                              |             |  |  |       |       |       |  |
|  | 12 de Octubre          |                        |                        |                     |  |                  |                  |                  |  |  |                  |                  |                  |  |  |             |                              |             |  |  |       |       |       |  |
|  |                        |                        |                        |                     |  |                  |                  |                  |  |  |                  |                  |                  |  |  |             |                              |             |  |  |       |       |       |  |
|  | Guaraní (Fram)         |                        |                        |                     |  |                  |                  |                  |  |  |                  |                  |                  |  |  |             |                              |             |  |  |       |       |       |  |
|  |                        |                        |                        |                     |  |                  |                  |                  |  |  |                  |                  |                  |  |  |             | Partido por el tercer puesto |             |  |  |       |       |       |  |
|  |                        |                        |                        |                     |  |                  |                  |                  |  |  |                  |                  |                  |  |  |             |                              |             |  |  |       |       |       |  |
|  |                        |                        |                        |                     |  |                  |                  |                  |  |  |                  |                  |                  |  |  |             |                              |             |  |  |       |       |       |  |
|  | Tacuary                |                        |                        |                     |  |                  |                  |                  |  |  |                  |                  |                  |  |  |             |                              |             |  |  |       |       |       |  |
|  |                        |                        |                        |                     |  |                  |                  |                  |  |  |                  |                  |                  |  |  |             |                              |             |  |  |       |       |       |  |
|  | San Lorenzo            |                        |                        |                     |  |                  |                  |                  |  |  |                  |                  |                  |  |  |             |                              |             |  |  |       |       |       |  |
|  |                        |                        |                        |                     |  |                  |                  |                  |  |  |                  |                  |                  |  |  |             |                              |             |  |  |       |       |       |  |
|  |                        |                        |                        |                     |  |                  |                  |                  |  |  |                  |                  |                  |  |  |             |                              |             |  |  |       |       |       |  |

### Fase 1
Esta fase se disputó del 28 de mayo al 26 de junio en 22 llaves a partido único y una llave triangular, clasificaron a la fase 2 los 22 ganadores de los partidos únicos y los 2 mejores del triangular. En caso de empates en los partidos únicos, se definieron las series vía tiros penales.
Un total de 47 equipos disputaron esta fase: 18 equipos de la Primera B, 12 de la Primera C y 17 de la UFI.
| Fase 1                | Fase 1             | Fase 1                  | Fase 1                      | Fase 1      | Fase 1 | Fase 1   |
| Equipo 1              | Resultado          | Equipo 2                | Estadio                     | Día         | Hora   | Llave    |
| --------------------- | ------------------ | ----------------------- | --------------------------- | ----------- | ------ | -------- |
| Capitán Figari        | 0 – 4              | Sport Colonial          | Enrique Soler               | 28 de mayo  | 14:00  | F1.22    |
| Sportivo Oliveño      | 2 – 2 (2 - 1 pen.) | Libertad (San Patricio) | Villa Alegre                | 28 de mayo  | 16:30  | F1.17    |
| Sportivo San Pedro    | 2 – 1              | 14 de Mayo              | Villa Alegre                | 28 de mayo  | 19:00  | F1.14    |
| Cristóbal Colón (JAS) | 4 - 1              | 29 de Setiembre         | Próculo Cortázar            | 29 de mayo  | 13:00  | F1.2     |
| 24 de Setiembre       | 3 – 3 (4 - 2 pen.) | Fulgencio Yegros        | Próculo Cortázar            | 29 de mayo  | 15:30  | F1.5     |
| Sport Colombia        | 0 – 2              | Atlántida               | Facundo de León Fossati     | 29 de mayo  | 18:00  | F1.12    |
| Atlético Colegiales   | 0 - 1              | General Díaz            | Emiliano Ghezzi             | 3 de junio  | 16:30  | F1.10    |
| 15 de Mayo            | 1 - 3              | Torres Cué              | Municipal de Carapeguá      | 3 de junio  | 19:00  | F1.9     |
| Humaitá               | 7 – 1              | Cristóbal Colón (Ñ)     | Isidro Roussillón           | 4 de junio  | 16:30  | F1.16    |
| Benjamín Aceval       | 1 – 0              | 3 de Noviembre          | Isidro Roussillón           | 4 de junio  | 19:00  | F1.8     |
| Deportivo Unión       | 3 - 0              | Fortín Nanawa           | Departamental Paz del Chaco | 9 de junio  | 15:00  | F1.23/24 |
| Olimpic               | 0 - 0              | Deportivo Unión         | Departamental Paz del Chaco | 11 de junio | 14:00  | F1.23/24 |
| Deportivo Pinozá      | 0 – 1              | Atlético Juventud       | Gunther Vogel               | 11 de junio | 16:30  | F1.13    |
| General Caballero CG  | 1 – 1 (5 - 4 pen.) | 12 de Octubre SD        | Gunther Vogel               | 11 de junio | 19:00  | F1.3     |
| 1° de Marzo (PJC)     | 0 - 4              | Nacional (Yby Yaú)      | Juan José Vázquez           | 12 de junio | 13:00  | F1.1     |
| General Artigas       | 0 – 0 (3 - 2 pen.) | 29 de Junio             | Juan José Vázquez           | 12 de junio | 15:30  | F1.7     |
| Fortín Nanawa         | 4 - 0              | Olimpic                 | Departamental Paz del Chaco | 13 de junio | 15:00  | F1.23/24 |
| 3 de Febrero FBC      | 1 - 3              | Sportivo Limpeño        | Ricardo Gregor              | 17 de junio | 16:30  | F1.18    |
| Pilcomayo             | 2 – 2 (5 - 3 pen.) | General Caballero ZC    | Ricardo Gregor              | 17 de junio | 19:00  | F1.19    |
| 10 de Mayo            | 0 - 3              | Deportivo Minga Guazú   | Bosque Grande               | 18 de junio | 13:00  | F1.4     |
| 1.º de Marzo          | 2 – 2 (4 - 3 pen.) | Oriental                | Emiliano Ghezzi             | 18 de junio | 15:30  | F1.6     |
| Presidente Hayes      | 1 - 3              | 12 de Octubre           | Ricardo Gregor              | 25 de junio | 14:00  | F1.21    |
| Independiente (JAS)   | 0 - 1              | 1° de Enero             | Ricardo Gregor              | 25 de junio | 15:30  | F1.20    |
| Silvio Pettirossi     | 3 - 1              | Sportivo Iteño          | Manuel Gamarra              | 26 de junio | 13:00  | F1.11    |
| Olimpia (Itá)         | 1 - 2              | Martín Ledesma          | Manuel Gamarra              | 26 de junio | 15:30  | F1.15    |

Nota:
* Estos equipos jugarán en llaves triangulares
Clasificación UFI
| Pos. | Equipo          | Pts. | PJ | G | E | P | GF | GC | Dif. | Clasificación 2025                         |
| ---- | --------------- | ---- | -- | - | - | - | -- | -- | ---- | ------------------------------------------ |
| 1    | Deportivo Unión | 4    | 2  | 1 | 1 | 0 | 3  | 0  | +3   | Clasificado a la siguiente fase como F1.23 |
| 2    | Fortín Nanawa   | 3    | 2  | 1 | 0 | 1 | 4  | 3  | +1   | Clasificado a la siguiente fase como F1.24 |
| 3    | Olimpic         | 1    | 2  | 0 | 1 | 1 | 0  | 4  | −4   |                                            |

Actualizado a los partidos jugados el 11 de junio de 2025.
 Fuente: APF

### Fase 2
Esta fase se disputó del 8 de julio al 8 de agosto en 20 llaves a partido único, clasificaron a los dieciséisavos de final los 20 ganadores de los partidos. En caso de empates, se definieron las series vía tiros penales.
Un total de 40 equipos disputaron esta fase: 16 equipos de la División Intermedia, 9 de la Primera B, 6 de la Primera C y 9 de la UFI.
| Fase 2                | Fase 2             | Fase 2              | Fase 2                      | Fase 2      | Fase 2 | Fase 2 |
| Equipo 1              | Resultado          | Equipo 2            | Estadio                     | Día         | Hora   | Llave  |
| --------------------- | ------------------ | ------------------- | --------------------------- | ----------- | ------ | ------ |
| Nacional (Yby Yaú)    | 0 - 2              | Fernando de la Mora | La Catedral                 | 8 de julio  | 13:00  | F2.1   |
| General Artigas       | 1 – 2              | Benjamín Aceval     | Isidro Roussillón           | 8 de julio  | 15:30  | F2.6   |
| Humaitá               | 1 – 0              | Independiente       | Isidro Roussillón           | 8 de julio  | 18:00  | F2.14  |
| 24 de Setiembre       | 4 - 0              | 1.º de Marzo        | Próculo Cortázar            | 9 de julio  | 15:30  | F2.5   |
| Sport Colonial        | 0 – 6              | Guaraní (Fram)      | Ricardo Gregor              | 9 de julio  | 18:00  | F2.18  |
| Atlético Juventud     | 1 – 2              | Pastoreo            | Bosque Grande               | 10 de julio | 13:00  | F2.11  |
| Deportivo Minga Guazú | 2 – 2 (4 - 2 pen.) | Rubio Ñu            | Bosque Grande               | 10 de julio | 15:30  | F2.4   |
| Deportivo Unión       | 1 – 5              | San Lorenzo         | Facundo de León             | 10 de julio | 18:00  | F2.20  |
| Pilcomayo             | 0 – 3              | 1° de Enero         | Tomás Beggan Correa         | 15 de julio | 13:00  | F2.16  |
| General Díaz          | 0 – 1              | Deportivo Santaní   | La Catedral                 | 15 de julio | 15:30  | F2.8   |
| Atlántida             | 2 – 3              | Resistencia         | Tomás Beggan Correa         | 15 de julio | 18:00  | F2.10  |
| Sportivo Oliveño      | 1 - 5              | Sportivo Limpeño    | Villa Alegre                | 16 de julio | 13:00  | F2.15  |
| General Caballero CG  | 0 - 4              | Encarnación         | Villa Alegre                | 16 de julio | 15:30  | F2.3   |
| Torres Cué            | 1 – 2              | River Plate         | Parque del Guairá           | 17 de julio | 13:00  | F2.7   |
| Silvio Pettirossi     | 0 – 0 (5 - 4 pen.) | Deportivo Capiatá   | Próculo Cortázar            | 17 de julio | 15:30  | F2.9   |
| 12 de Octubre         | 3 – 0              | Guaireña            | Parque del Guairá           | 17 de julio | 18:00  | F2.17  |
| Sportivo San Pedro    | 0 – 7              | Sol de América      | Municipal de Carapeguá      | 23 de julio | 13:00  | F2.12  |
| Fortín Nanawa         | 1 – 3              | Tacuary             | Departamental Paz del Chaco | 23 de julio | 15:30  | F2.19  |
| Cristóbal Colón (JAS) | 0 – 2              | Sportivo Carapeguá  | Municipal de Carapeguá      | 23 de julio | 18:00  | F2.2   |
| Martín Ledesma        | 0 - 2              | 12 de Junio         | Facundo de León             | 5 de agosto | 18:30  | F2.13  |

### Dieciseisavos de final
Esta fase se disputará del 12 de agosto al 3 de septiembre en 32 llaves a partido único, clasificarán a los octavos de final los 16 ganadores de los partidos. En caso de empates, se definirán las series vía tiros penales.
Un total de 32 equipos disputarán esta fase: 12 equipos de Primera División, 12 de la División Intermedia, 5 de la Primera B, 1 de la Primera C y 2 de la UFI.
| Dieciseisavos de final | Dieciseisavos de final | Dieciseisavos de final | Dieciseisavos de final | Dieciseisavos de final | Dieciseisavos de final | Dieciseisavos de final |
| Equipo 1               | Resultado              | Equipo 2               | Estadio                | Día                    | Hora                   | Llave                  |
| ---------------------- | ---------------------- | ---------------------- | ---------------------- | ---------------------- | ---------------------- | ---------------------- |
| River Plate            | 1 – 0                  | Deportivo Santaní      | Municipal de Carapeguá | 12 de agosto           | 13:30                  | A7                     |
| Sportivo Limpeño       | 0 – 4                  | Sportivo Trinidense    | Ricardo Gregor         | 12 de agosto           | 16:00                  | A13                    |
| 1° de Enero            | 0 – 5                  | Nacional               | Municipal de Carapeguá | 12 de agosto           | 18:30                  | A14                    |
| Deportivo Minga Guazú  | 1 – 1 (5 - 4 pen.)     | Sportivo Luqueño       | Ka'arendy              | 13 de agosto           | 18:00                  | A4                     |
| Encarnación            | –                      | 2 de Mayo              | Río Parapití           | 26 de agosto           | 18:30                  | A3                     |
| Silvio Pettirossi      | –                      | Resistencia            | Ricardo Gregor         | 27 de agosto           | 13:30                  | A8                     |
| Humaitá                | –                      | General Caballero JLM  | Ricardo Gregor         | 27 de agosto           | 16:00                  | A12                    |
| Pastoreo               | –                      | Cerro Porteño          | Luis Salinas           | 27 de agosto           | 18:30                  | A9                     |
| Benjamín Aceval        | –                      | Guaraní                | Martín Torres          | 28 de agosto           | 16:00                  | A6                     |
| 24 de Setiembre        | –                      | Libertad               | La Arboleda            | 28 de agosto           | 18:30                  | A5                     |
| 12 de Octubre          | –                      | Guaraní (Fram)         | Municipal de Carapeguá | 2 de septiembre        | 13:30                  | A15                    |
| Sol de América         | –                      | Deportivo Recoleta     | Emiliano Ghezzi        | 2 de septiembre        | 16:00                  | A10                    |
| Sportivo Carapeguá     | –                      | Atlético Tembetary     | Municipal de Carapeguá | 2 de septiembre        | 18:30                  | A2                     |
| Tacuary                | –                      | San Lorenzo            | Ricardo Gregor         | 3 de septiembre        | 13:30                  | A16                    |
| Fernando de la Mora    | –                      | Olimpia                | Facundo de León        | 3 de septiembre        | 16:00                  | A1                     |
| 12 de Junio            | –                      | Sportivo Ameliano      | Ricardo Gregor         | 3 de septiembre        | 18:30                  | A11                    |

### Octavos de final
| Octavos de final    | Octavos de final | Octavos de final      | Octavos de final | Octavos de final | Octavos de final | Octavos de final |
| Equipo 1            | Resultado        | Equipo 2              | Estadio          | Día              | Hora             | Llave            |
| ------------------- | ---------------- | --------------------- | ---------------- | ---------------- | ---------------- | ---------------- |
| A1                  | –                | A2                    |                  |                  |                  | O1               |
| A3                  | –                | Deportivo Minga Guazú |                  |                  |                  | O2               |
| A5                  | –                | A6                    |                  |                  |                  | O3               |
| River Plate         | –                | A8                    |                  |                  |                  | O4               |
| A9                  | –                | A10                   |                  |                  |                  | O5               |
| A11                 | –                | A12                   |                  |                  |                  | O6               |
| Sportivo Trinidense | –                | Nacional              |                  |                  |                  | O7               |
| A15                 | –                | A16                   |                  |                  |                  | O8               |

### Cuartos de final
| Cuartos de final | Cuartos de final | Cuartos de final | Cuartos de final | Cuartos de final | Cuartos de final | Cuartos de final |
| Equipo 1         | Resultado        | Equipo 2         | Estadio          | Día              | Hora             | Llave            |
| ---------------- | ---------------- | ---------------- | ---------------- | ---------------- | ---------------- | ---------------- |
| O1               | –                | O2               |                  |                  |                  | S1               |
| O3               | –                | O4               |                  |                  |                  | S2               |
| O5               | –                | O6               |                  |                  |                  | S3               |
| O7               | –                | O8               |                  |                  |                  | S4               |

### Semifinales
| Semifinales | Semifinales | Semifinales | Semifinales | Semifinales | Semifinales | Semifinales |
| Equipo 1    | Resultado   | Equipo 2    | Estadio     | Día         | Hora        | Llave       |
| ----------- | ----------- | ----------- | ----------- | ----------- | ----------- | ----------- |
| S1          | –           | S2          |             |             |             | GS1         |
| S3          | –           | S4          |             |             |             | GS2         |

### Tercer puesto
| Tercer y cuarto puesto | Tercer y cuarto puesto | Tercer y cuarto puesto | Tercer y cuarto puesto | Tercer y cuarto puesto | Tercer y cuarto puesto | Tercer y cuarto puesto |
| Equipo 1               | Resultado              | Equipo 2               | Estadio                | Día                    | Hora                   |                        |
| ---------------------- | ---------------------- | ---------------------- | ---------------------- | ---------------------- | ---------------------- | ---------------------- |
| PS1                    | –                      | PS2                    |                        |                        |                        |                        |

### Final
| Final    | Final     | Final    | Final   | Final | Final | Final |
| Equipo 1 | Resultado | Equipo 2 | Estadio | Día   | Hora  |       |
| -------- | --------- | -------- | ------- | ----- | ----- | ----- |
| GS1      | –         | GS2      |         |       |       |       |

## Goleadores
| Pos. | Jugador              | Equipos                 | Goles |
| ---- | -------------------- | ----------------------- | ----- |
| 1    | Óscar Coronel        | Sol de América          | 3     |
| 2    | Miguel Ovejero       | San Lorenzo             | 3     |
| 3    | Alan Cano            | Sportivo Trinidense     | 2     |
| 4    | Fabricio Arce        | Sportivo Carapeguá      | 2     |
| 5    | Julio Rivarola       | Sol de América          | 2     |
| 6    | Francisco Pacher     | 12 de Octubre           | 2     |
| 7    | Manuel Maciel        | Sportivo Limpeño        | 2     |
| 8    | Marcos Caballero     | Encarnación             | 2     |
| 9    | Maurico Pérez        | Atlántida               | 2     |
| 10   | Matías Martínez      | 1 de Enero              | 2     |
| 11   | Mathías González     | Benjamín Aceval         | 2     |
| 12   | José Gamarra         | Pilcomayo               | 2     |
| 13   | Joel Garay           | Humaitá                 | 2     |
| 14   | Diego Cardozo        | Humaitá                 | 2     |
| 15   | Marcial Ávalos       | Torres Cué              | 2     |
| 16   | Juan Alfonso         | Sport Colonial          | 2     |
| 17   | Alexander Ozuna      | Deportivo Unión         | 2     |
| 18   | Enrique Balbuena     | Guaraní (Fram)          | 2     |
| 19   | Jorge González       | Nacional                | 2     |
| 20   | Diego Cristaldo      | Libertad (San Patricio) | 1     |
| 21   | José Giménez         | Libertad (San Patricio) | 1     |
| 22   | Renzo Olivera        | Sportivo Oliveño        | 1     |
| 23   | Fernando Benítez     | Sportivo Oliveño        | 1     |
| 24   | César Venialgo       | Sportivo San Pedro      | 1     |
| 25   | Juan Lugo            | Sportivo San Pedro      | 1     |
| 26   | Herson Caballero     | 14 de Mayo              | 1     |
| 27   | Mauricio Rodríguez   | Cristóbal Colón JAS     | 1     |
| 28   | Epifanio García      | Cristóbal Colón JAS     | 1     |
| 29   | Matías Guillén       | Cristóbal Colón JAS     | 1     |
| 30   | Iván González        | Cristóbal Colón JAS     | 1     |
| 31   | Lucas Maciel         | 29 de Setiembre         | 1     |
| 32   | César Salinas        | 24 de Setiembre         | 1     |
| 33   | Bonifacio Roa        | 24 de Setiembre         | 1     |
| 34   | David Quintana       | 24 de Setiembre         | 1     |
| 35   | Diego Arrúa          | Fulgencio Yegros        | 1     |
| 36   | Eduardo Ayala        | Fulgencio Yegros        | 1     |
| 37   | Pablo Paniagua       | Fulgencio Yegros        | 1     |
| 38   | Giancarlo Franco     | Atlántida               | 1     |
| 39   | Enzo Galeano         | Atlántida               | 1     |
| 40   | Augusto Ruiz Díaz    | General Díaz            | 1     |
| 41   | Éver González        | 15 de Mayo              | 1     |
| 42   | Derlis Ruiz Díaz     | Torres Cué              | 1     |
| 43   | Tobías Rolón         | Humaitá                 | 1     |
| 44   | Derlis Melgarejo     | Humaitá                 | 1     |
| 45   | Gilberto Castro      | Humaitá                 | 1     |
| 46   | Willy Ortiz          | Cristóbal Colón (Ñ)     | 1     |
| 47   | Carlos Brítez        | Deportivo Unión         | 1     |
| 48   | Arístides Gómez      | Nacional (Yby Yaú)      | 1     |
| 49   | Edilson Moreno       | Nacional (Yby Yaú)      | 1     |
| 50   | Nilson Cardozo       | Nacional (Yby Yaú)      | 1     |
| 51   | Beningo López        | Nacional (Yby Yaú)      | 1     |
| 52   | Jorge Ayala          | Fortín Nanawa           | 1     |
| 53   | Juan Ayala           | Fortín Nanawa           | 1     |
| 54   | Dante Bareiro        | Fortín Nanawa           | 1     |
| 55   | Juan Duarte          | 3 de Febrero FBC        | 1     |
| 56   | Juan Echeverría      | Sportivo Limpeño        | 1     |
| 57   | Alexander González   | Sportivo Limpeño        | 1     |
| 58   | Gumercindo Mendieta  | Sportivo Limpeño        | 1     |
| 59   | Edmilson Cañete      | General Caballero ZC    | 1     |
| 60   | Fabricio Ferreira    | General Caballero ZC    | 1     |
| 61   | Darío Vargas         | Deportivo Minga Guazú   | 1     |
| 62   | Rony Frank           | Deportivo Minga Guazú   | 1     |
| 63   | Ángel Bóbeda         | Deportivo Minga Guazú   | 1     |
| 64   | Jesús Páez           | 1º de Marzo             | 1     |
| 65   | Elías Alarcón        | 1º de Marzo             | 1     |
| 66   | Wilson Speratti      | Oriental                | 1     |
| 67   | Alan Bogado          | Oriental                | 1     |
| 68   | Juliano Gavilán      | Presidente Hayes        | 1     |
| 69   | Carlos González      | 12 de Octubre           | 1     |
| 70   | Luis Fernández       | 12 de Octubre           | 1     |
| 71   | Matías Insfrán       | 1 de Enero              | 1     |
| 72   | Emilio Blanco        | Silvio Pettirossi       | 1     |
| 73   | Cristian Blanco      | Silvio Pettirossi       | 1     |
| 74   | Andrés Vera          | Silvio Pettirossi       | 1     |
| 75   | Lucas Espinoza       | Sportivo Iteño          | 1     |
| 76   | Diego Santacruz      | Olimpia (Itá)           | 1     |
| 77   | Hugo López           | Martín Ledesma          | 1     |
| 78   | Luis Chiuzano        | Martín Ledesma          | 1     |
| 79   | Matías Castro        | Fernando de la Mora     | 1     |
| 80   | Arístides López      | Fernando de la Mora     | 1     |
| 81   | Kevin Quiñónez       | Benjamín Aceval         | 1     |
| 82   | Hugo Paredes         | General Artigas         | 1     |
| 83   | Amando Samaniego     | 24 de Setiembre         | 1     |
| 84   | César Salinas        | 24 de Setiembre         | 1     |
| 85   | David Quintana       | 24 de Setiembre         | 1     |
| 86   | Fredy Delvalle       | 24 de Setiembre         | 1     |
| 87   | Jorge Núñez          | Guaraní (Fram)          | 1     |
| 88   | Rodrigo Arévalo      | Guaraní (Fram)          | 1     |
| 89   | Bruno Díaz           | Guaraní (Fram)          | 1     |
| 90   | Fernando Viveros     | Guaraní (Fram)          | 1     |
| 91   | Cándido Caballero    | Atlético Juventud       | 1     |
| 92   | Gustavo Sanabria     | Pastoreo                | 1     |
| 93   | Juan Heinze          | Pastoreo                | 1     |
| 94   | Gilberto Galeano     | Deportivo Unión         | 1     |
| 95   | José Barrios         | San Lorenzo             | 1     |
| 96   | Fabrizio Rivas       | San Lorenzo             | 1     |
| 97   | Miguel Martínez      | 1 de Enero              | 1     |
| 98   | Luis Santander       | Deportivo Santaní       | 1     |
| 99   | Jorge Colmán         | Resistencia             | 1     |
| 100  | Carlos Romero        | Resistencia             | 1     |
| 101  | Rodrigo Vera         | Resistencia             | 1     |
| 102  | Nelson Benítez       | Sportivo Oliveño        | 1     |
| 103  | Jair Pereira         | Sportivo Limpeño        | 1     |
| 104  | Sergio Gamarra       | Sportivo Limpeño        | 1     |
| 105  | Juan Echeverría      | Sportivo Limpeño        | 1     |
| 106  | William Casanova     | Encarnación             | 1     |
| 107  | Sebastián Ayala      | Encarnación             | 1     |
| 108  | Fernando Aguilera    | Torres Cué              | 1     |
| 109  | Matías Flores        | River Plate             | 1     |
| 110  | Germán Núñez         | River Plate             | 1     |
| 111  | Eber Vera            | 12 de Octubre           | 1     |
| 112  | Rodrigo Mosqueda     | 12 de Octubre           | 1     |
| 113  | Horacio Lovera       | Atlético Juventud       | 1     |
| 114  | Steven Arrúa         | General Caballero CG    | 1     |
| 115  | Joel Allende         | 12 de Octubre SD        | 1     |
| 116  | Cristian Cuenca      | Sol de América          | 1     |
| 117  | William Franco       | Sol de América          | 1     |
| 118  | Adrián Ortiz         | Fortín Nanawa           | 1     |
| 119  | Marcelo Estigarribia | Tacuary                 | 1     |
| 120  | Juan Roa             | Tacuary                 | 1     |
| 121  | Yael Ramallo         | Tacuary                 | 1     |
| 122  | Emmanuel Morales     | 12 de Junio             | 1     |
| 123  | Santiago Torres      | River Plate             | 1     |
| 124  | Isaías Marín         | Sport Colonial          | 1     |
| 125  | Fabián Cubilla       | Sport Colonial          | 1     |
| 126  | Marcos Gaona         | Sportivo Trinidense     | 1     |
| 127  | David Villalba       | Sportivo Trinidense     | 1     |
| 128  | Hugo Benítez         | Nacional                | 1     |
| 129  | Matías Almeida       | Nacional                | 1     |
| 130  | Ignacio Bailone      | Nacional                | 1     |
| 131  | José Castro          | Deportivo Minga Guazú   | 1     |
| 132  | Lautaro Comas        | Sportivo Luqueño        | 1     |
| 133  | Bandera de ?         |                         |       |
| 134  | Bandera de ?         |                         |       |
| 135  | Bandera de ?         |                         |       |
| 136  | Bandera de ?         |                         |       |
| 137  | Bandera de ?         |                         |       |
| 138  | Bandera de ?         |                         |       |
| 139  | Bandera de ?         |                         |       |
| 140  | Bandera de ?         |                         |       |
| 141  | Bandera de ?         |                         |       |
| 142  | Bandera de ?         |                         |       |
| 143  | Bandera de ?         |                         |       |
| 144  | Bandera de ?         |                         |       |
| 145  | Bandera de ?         |                         |       |
| 146  | Bandera de ?         |                         |       |
| 147  | Bandera de ?         |                         |       |
| 148  | Bandera de ?         |                         |       |
| 149  | Bandera de ?         |                         |       |
| 150  | Bandera de ?         |                         |       |
| 151  | Bandera de ?         |                         |       |
| 152  | Bandera de ?         |                         |       |
| 153  | Bandera de ?         |                         |       |
| 154  | Bandera de ?         |                         |       |
| 155  | Bandera de ?         |                         |       |
| 156  | Bandera de ?         |                         |       |
| 157  | Bandera de ?         |                         |       |
| 158  | Bandera de ?         |                         |       |
| 159  | Bandera de ?         |                         |       |
| 160  | Bandera de ?         |                         |       |
| 161  | Bandera de ?         |                         |       |
| 162  | Bandera de ?         |                         |       |
| 163  | Bandera de ?         |                         |       |
| 164  | Bandera de ?         |                         |       |
| 165  | Bandera de ?         |                         |       |
| 166  | Bandera de ?         |                         |       |
| 167  | Bandera de ?         |                         |       |
| 168  | Bandera de ?         |                         |       |
| 169  | Bandera de ?         |                         |       |
| 170  | Bandera de ?         |                         |       |
| 171  | Bandera de ?         |                         |       |
| 172  | Bandera de ?         |                         |       |
| 173  | Bandera de ?         |                         |       |
| 174  | Bandera de ?         |                         |       |
| 175  | Bandera de ?         |                         |       |
| 176  | Bandera de ?         |                         |       |
| 177  | Bandera de ?         |                         |       |
| 178  | Bandera de ?         |                         |       |
| 179  | Bandera de ?         |                         |       |
| 180  | Bandera de ?         |                         |       |
| 181  | Bandera de ?         |                         |       |
| 182  | Bandera de ?         |                         |       |
| 183  | Bandera de ?         |                         |       |
| 184  | Bandera de ?         |                         |       |
| 185  | Bandera de ?         |                         |       |
| 186  | Bandera de ?         |                         |       |
| 187  | Bandera de ?         |                         |       |
| 188  | Bandera de ?         |                         |       |
| 189  | Bandera de ?         |                         |       |
| 190  | Bandera de ?         |                         |       |
| 191  | Bandera de ?         |                         |       |
| 192  | Bandera de ?         |                         |       |
| 193  | Bandera de ?         |                         |       |
| 194  | Bandera de ?         |                         |       |
| 195  | Bandera de ?         |                         |       |
| 196  | Bandera de ?         |                         |       |
| 197  | Bandera de ?         |                         |       |
| 198  | Bandera de ?         |                         |       |
| 199  | Bandera de ?         |                         |       |
| 200  | Bandera de ?         |                         |       |

## Premios
En esta edición de la Copa Paraguay, se otorgarán los siguientes premios:
- Campeón: ₲ 1.000.000.000[5]
- Vicecampeón: ₲ 250.000.000
- Tercer Puesto: ₲ 100.000.000
- Cuarto Puesto: ₲ 50.000.000